# Pro Wrestling Illustrated
Pro Wrestling Illustrated (PWI) es una revista mensual de lucha libre profesional fundada en 1979. PWI posee su sede en Blue Bell, Pensilvania y es publicada por Kappa Publishing Group. Es actualmente la revista más antigua sobre lucha libre en idioma inglés y la más prestigiosa a nivel mundial.
El PWI es usualmente referida como un «Apter mag», un término ocupado para revistas sobre lucha libre que mantienen el kayfabe, la ilusión de que la lucha libre profesional es un deporte competitivo y no entretenimiento guionizado.

## Historia
La revista Pro Wrestling Illustrated fue lanzada en 1979. Fue conocida por nunca romper el kayfabe, incluyendo en sus reportajes la cobertura a las storylines como si fueran reales. Sin embargo, en años más recientes, la revista ha diferenciado entre historias reales y feudos o rivalidades en pantalla, dejando entrever que lo mostrado en televisión es solo parte de un espectáculo.
El PWI no solo sigue a las grandes promociones de lucha libre profesional, sino que también cubre historias de algunas promociones independientes. Además, realiza reportajes a los luchadores y algunos equipos de lucha libre. PWI además incluye rankings, anuales y mensuales, sobre las mayores promociones, equipos y luchadores.
Originalmente, el PWI declaró reconocer solo 3 Campeonatos Mundiales: los Campeonatos de la NWA, AWA y WWF. Cuando la Jim Crockett Promotions, que controlaba el título de la NWA, se transformó a la WCW en 1991, el Campeonato de la WCW adquirió categoría de Campeonato Mundial, y el Campeonato de la NWA dejó de tener dicha categoría. La ECW adquirió el reconocimiento de un Campeonato Mundial (Campeonato de la ECW) en 1999. El Campeonato de la NWA volvió a recibir la categoría de Campeonato Mundial en julio de 2006 debido al éxito de la TNA, quien había adquirido los derechos del Campeonato de NWA. La WWE (antes WWF) adquirió dos títulos mundiales, referidos como el "RAW World Championship" y el "SmackDown! World Championship". A pesar de que la ECW fue revivida por WWE a fines de 2006 (luego de su desaparición en 2001), PWI no reconoció el estatus de campeonato mundial al "ECW Championship" creado por la WWE, obligando a esta a desactivar tanto el título de ECW como la marca. Finalmente, a fines de 2007, la NWA y la TNA se separaron, lo que hizo que el Campeonato de la NWA volviera a perder su categoría mundial, y el nuevo Campeonato de la TNA adquirió de inmediato esa categoría.
Bill Apter, quien fue un importante fotógrafo de lucha libre profesional, fue el editor más importante de PWI por años. Stuart M. Saks es el actual publicista de PWI. Matt Brock ha sido el columnista más popular de PWI'. Durante los años, muchos editores han escrito historias como Brock.
Las entrevistas en la revista son usualmente realizadas dentro del personaje del luchador, y rara vez entrevistan a "la persona detrás del luchador".
PWI tiene su sede en Blue Bell, Pensilvania y es publicada por Golden Boy Enterprises.

### Premios
PWI ha entregado una serie de premios anuales desde 1972. Distintamente de los PWI 500, ranking que es elaborado por el Personal de PWI, los fanes son los que votan por los ganadores de cada año. Una edición especial de fin de año contiene todos los premios y sus eventuales ganadores.
La edición especial de PWI, que es emitida a fin de año, no solo contiene a los ganadores, sino que además incluye a los segundos, terceros y cuartos lugares, con el número de votos obtenidos. Los luchadores reciben una placa por cada Premio PWI que ganen.
Los premios que PWI entrega actualmente son los siguientes:
- PWI Luchador del año (desde 1972)
- PWI Equipo del año (desde 1972)
- PWI Lucha del año (desde 1972)
- PWI Feudo del año (desde 1986)
- PWI Luchador más popular (desde 1972)
- PWI Luchador más odiado (desde 1972)
- PWI Luchador que más ha mejorado (desde 1978)
- PWI Luchador más inspirador (desde 1972)
- PWI Debutante del año (desde 1972)
- PWI Premio Stanley Weston (desde 1981)
- PWI Regreso del año (desde 1992)
- PWI Mujer del año (entre 1972 y 1976; retomado desde 1999)

Los premios descontinuados son los siguientes:
- PWI Luchador enano del año (entre 1972 y 1976)
- PWI Mánager del año (entre 1972 y 1999)
- PWI Anunciador del año (1977)

## Campeonatos Mundiales reconocidos
PWI tiene su criterio personal al momento de declarar la categoría de Campeonato Mundial a algún título.

### Campeonatos Mundiales individuales
Pro Wrestling Illustrated ha reconocido Campeonatos Mundiales para las siguientes empresas: National Wrestling Alliance, World Wrestling Entertainment (y sus nombres anteriores), Total Nonstop Action Wrestling, American Wrestling Association (ya extinta, hasta 1991), Extreme Championship Wrestling (ya extinta en 2001, no la reincorporada en 2006 por WWE) y World Championship Wrestling (ya extinta). La WWE ha sido y es la única empresa que posee el control de dos Campeonatos Mundiales reconocidos por PWI. También cabe señalar que el Campeonato de la ECW posee este reconocimiento solo entre 1999 y 2001 y el Campeonato de la NWA entre 1948 y 1991, y nuevamente entre 2002 y 2007. Desde el 3 de abril de 2020 PWI dio reconocimiento a cuatro Campeonatos Mundiales: El Campeonato de WWE y el Campeonato Universal, ambos pertenecientes a WWE; el Campeonato Mundial de AEW de All Elite Wrestling; y el Campeonato Peso Pesado de la IWGP de New Japan Pro-Wrestling. El 26 de febrero de 2021, PWI anunció que, a partir del mes de enero de ese año, ampliaría el reconocimiento de Campeonatos Mundiales a los títulos de las empresas estadounidenses Impact Wrestling, Ring of Honor, Major League Wrestling y National Wrestling Alliance; de las mexicanas Consejo Mundial de Lucha Libre y Lucha Libre AAA Worldwide; y de las japonesas All Japan Pro Wrestling y Pro Wrestling NOAH.
| Campeonato                                             | Promoción                      | Tiempo como Campeonato Mundial                                        |
| ------------------------------------------------------ | ------------------------------ | --------------------------------------------------------------------- |
| WWE Championship                                       | World Wrestling Entertainment  | 25 de enero de 1963 - Presente                                        |
| WWE Universal Championship                             | World Wrestling Entertainment  | 25 de julio de 2016 - 21 de abril de 2025                             |
| World Heavyweight Championship (WWE)                   | World Wrestling Entertainment  | 24 de abril de 2023-presente                                          |
| TNA World (Heavyweight) Championship                   | Total Nonstop Action Wrestling | 17 de junio de 2007 - 29 de junio de 2015 1 de enero de 2021-presente |
| AEW World Championship                                 | All Elite Wrestling            | 3 de abril de 2020-presente                                           |
| IWGP World Heavyweight Championship                    | New Japan Pro-Wrestling        | 1 de marzo de 2021-presente                                           |
| ROH World Championship                                 | Ring of Honor                  | 1 de enero de 2021-presente                                           |
| MLW World Heavyweight Championship                     | Major League Wrestling         | 1 de enero de 2021-presente                                           |
| NWA World Heavyweight Championship                     | National Wrestling Alliance    | 1 de enero de 2021-presente                                           |
| Campeonato Mundial de Peso Completo del CMLL           | Consejo Mundial de Lucha Libre | 1 de enero de 2021-presente                                           |
| Megacampeonato de AAA                                  | Lucha Libre AAA Worldwide      | 1 de enero de 2021-presente                                           |
| Triple Crown Heavyweight Championship                  | All Japan Pro Wrestling        | 1 de enero de 2021-presente                                           |
| GHC Heavyweight Championship                           | Pro Wrestling NOAH             | 1 de enero de 2021-presente                                           |
| IWGP Heavyweight Championship                          | New Japan Pro-Wrestling        | 3 de abril de 2020 - 4 de marzo de 2021                               |
| World Heavyweight Championship (WWE, Version Original) | World Wrestling Entertainment  | 2 de septiembre de 2002 - 15 de diciembre de 2013                     |
| AWA World Heavyweight Championship                     | American Wrestling Association | 9 de enero de 1959 - 12 de diciembre de 1990                          |
| ECW World Heavyweight Championship                     | Extreme Championship Wrestling | 27 de agosto de 1999 - 11 de abril de 2001                            |
| NWA World Heavyweight Championship                     | National Wrestling Alliance    | 19 de julio de 1948 - 11 de enero de 1991                             |
| NWA World Heavyweight Championship                     | Total Nonstop Action Wrestling | 19 de junio de 2002 - 13 de mayo de 2007                              |
| WCW World Heavyweight Championship                     | World Championship Wrestling   | 11 de enero de 1991 - 26 de marzo de 2001                             |
| WCW World Heavyweight Championship                     | World Wrestling Entertainment  | 26 de marzo de 2001 - 9 de diciembre de 2001                          |

### Campeonatos Mundiales en parejas
Pro Wrestling Illustrated históricamente ha dado la categoría de Campeonatos Mundiales en Parejas a las siguientes promociones: World Wrestling Entertainment (y sus nombres anteriores), National Wrestling Alliance, Total Nonstop Action Wrestling, American Wrestling Association (ya extinta), Extreme Championship Wrestling (ya extinta) y World Championship Wrestling (ya extinta). Además, la WWE poseía dos Campeonatos Mundiales en Parejas reconocidos por PWI, Sin embargo estos 2 fueron unificados en el evento Wrestlemania 25, siendo desactivado el WWE World Tag Team Championship el 16 de agosto del 2010 en favor del WWE Tag Team Championship, que se transformó posteriormente en el Raw Tag Team Championship, con el que se le conoce en la actualidad en la marca roja. Sin embargo, en 2016 se creó por parte de WWE el Smackdown Tag Team Championship para la marca azul, siendo reconocido por PWI como campeonato mundial en parejas, lo que permite que WWE nuevamente tenga dos títulos mundiales en parejas con reconocimiento por parte de la revista de lucha libre. Cabe destacar que el título de la NWA solo tuvo esta categoría entre los años 2002 y 2007.
| Campeonato:                                         | Promoción:                     | Tiempo como Campeonato Mundial en Parejas                          |
| --------------------------------------------------- | ------------------------------ | ------------------------------------------------------------------ |
| World Tag Team Championship (WWE)                   | World Wrestling Entertainment  | 20 de octubre de 2002-presente                                     |
| WWE Tag Team Championship                           | World Wrestling Entertainment  | 23 de agosto de 2016-presente                                      |
| TNA World Tag Team Championship                     | Total Nonstop Action Wrestling | 14 de mayo de 2007-29 de junio de 2015 1 de enero de 2021-presente |
| AEW World Tag Team Championship                     | All Elite Wrestling            | 1 de enero de 2021-presente                                        |
| ROH World Tag Team Championship                     | Ring of Honor                  | 1 de enero de 2021-presente                                        |
| MLW World Tag Team Championship                     | Major League Wrestling         | 1 de enero de 2021-presente                                        |
| NWA World Tag Team Championship                     | National Wrestling Alliance    | 1 de enero de 2021-presente                                        |
| IWGP Tag Team Championship                          | New Japan Pro-Wrestling        | 1 de enero de 2021-presente                                        |
| Campeonato Mundial en Parejas del CMLL              | Consejo Mundial de Lucha Libre | 1 de enero de 2021-presente                                        |
| Campeonato Mundial en Parejas de AAA                | Lucha Libre AAA Worldwide      | 1 de enero de 2021-presente                                        |
| AJPW World Tag Team Championship                    | All Japan Pro Wrestling        | 1 de enero de 2021-presente                                        |
| GHC Tag Team Championship                           | Pro Wrestling NOAH             | 1 de enero de 2021-presente                                        |
| AWA World Tag Team Championship                     | American Wrestling Association | agosto de 1960 - enero de 1991                                     |
| ECW World Tag Team Championship                     | Extreme Championship Wrestling | 6 de julio de 1999 - 11 de abril de 2001                           |
| NWA World Tag Team Championship                     | Total Nonstop Action Wrestling | 3 de julio de 2002 - 13 de mayo de 2007                            |
| WCW World Tag Team Championship                     | National Wrestling Alliance    | 29 de enero de 1975 - 11 de enero de 1991                          |
| WCW World Tag Team Championship                     | World Championship Wrestling   | 11 de enero de 1991 - 26 de marzo de 2001                          |
| WCW World Tag Team Championship                     | World Wrestling Entertainment  | 26 de marzo de 2001 - 18 de noviembre de 2001                      |
| World Tag Team Championship (WWE, Version Original) | World Wrestling Entertainment  | 3 de junio de 1971 - 16 de agosto de 2010                          |

## Rankings

### PWI 500
PWI ha publicado una lista con los mejores 500 luchadores del año desde 1991, en una edición especial anual, llamada PWI 500. A continuación se listan a los luchadores situados en el como N.º 1 durante todas las ediciones:
| Año  | 1               | 2                 | 3                 | 4                 | 5                   | 6                | 7                 | 8                   | 9                 | 10                |
| ---- | --------------- | ----------------- | ----------------- | ----------------- | ------------------- | ---------------- | ----------------- | ------------------- | ----------------- | ----------------- |
| 1991 | Hulk Hogan      | Lex Luger         | Ric Flair         | Randy Savage      | Sting               | Scott Steiner    | Ricky Steamboat   | Steve Williams      | Arn Anderson      | Rick Steiner      |
| 1992 | Sting           | Randy Savage      | Ric Flair         | Rick Rude         | Bret Hart           | Ricky Steamboat  | Jerry Lawler      | Scott Steiner       | Ultimate Warrior  | Steve Austin      |
| 1993 | Bret Hart       | Big Van Vader     | Shawn Michaels    | Sting             | Yokozuna            | Ric Flair        | Lex Luger         | Rick Rude           | Mr. Perfect       | Scott Steiner     |
| 1994 | Bret Hart       | Hulk Hogan        | Ric Flair         | Big Van Vader     | Shawn Michaels      | Steve Austin     | Razor Ramon       | Sting               | Ricky Steamboat   | Owen Hart         |
| 1995 | Diesel          | Shawn Michaels    | Sting             | Bret Hart         | Sabu                | Hulk Hogan       | Big Van Vader     | Randy Savage        | Razor Ramon       | Mitsuharu Misawa  |
| 1996 | Shawn Michaels  | The Giant         | Sting             | Kenta Kobashi     | Ahmed Johnson       | Kevin Nash       | Rey Misterio, Jr. | Hulk Hogan          | Sabu              | Ric Flair         |
| 1997 | Dean Malenko    | Mitsuharu Misawa  | Steve Austin      | DDP               | Lex Luger           | The Undertaker   | Shinya Hashimoto  | The Giant           | Jushin Thunder    | Chris Benoit      |
| 1998 | Steve Austin    | Goldberg          | Mitsuharu Misawa  | DDP               | The Undertaker      | Kenta Kobashi    | Booker T          | Ken Shamrock        | Jushin Thunder    | Chris Jericho     |
| 1999 | Steve Austin    | Rob Van Dam       | Mitsuharu Misawa  | Rey Misterio, Jr. | The Rock            | DDP              | Keiji Mutoh       | The Undertaker      | Goldberg          | Tazz              |
| 2000 | Triple H        | The Rock          | Chris Benoit      | Kenta Kobashi     | Jeff Jarrett        | Justin Credible  | Mike Awesome      | Jushin Thunder      | Chris Jericho     | Kensuke Sasaki    |
| 2001 | Kurt Angle      | Steve Austin      | Chris Benoit      | Keiji Mutoh       | Booker T            | Triple H         | Scott Steiner     | Mitsuharu Misawa    | Chris Jericho     | Rhyno             |
| 2002 | Rob Van Dam     | The Undertaker    | Keiji Mutoh       | Chris Jericho     | Eddie Guerrero      | Kurt Angle       | Edge              | Yuji Nagata         | The Rock          | Triple H          |
| 2003 | Brock Lesnar    | Triple H          | Kurt Angle        | Keiji Mutoh       | Chris Jericho       | Big Show         | Booker T          | Kenta Kobashi       | Eddie Guerrero    | Rob Van Dam       |
| 2004 | Chris Benoit    | Eddie Guerrero    | Triple H          | Kenta Kobashi     | Randy Orton         | Toshiaki Kawada  | John Cena         | A.J. Styles         | Shawn Michaels    | Chris Jericho     |
| 2005 | Batista         | John Cena         | Satoshi Kojima    | Triple H          | JBL                 | Kurt Angle       | A.J. Styles       | Edge                | Shelton Benjamin  | Hiroyoshi Tenzan  |
| 2006 | John Cena       | Kurt Angle        | Edge              | Samoa Joe         | Místico             | Rey Mysterio     | Brock Lesnar      | Kenta Kobashi       | Shawn Michaels    | Jeff Jarrett      |
| 2007 | John Cena       | Edge              | Místico           | Kurt Angle        | The Undertaker      | Shawn Michaels   | Christian Cage    | Perro Aguayo, Jr.   | Bobby Lashley     | Takeshi Morishima |
| 2008 | Randy Orton     | Kurt Angle        | Triple H          | Samoa Joe         | Edge                | The Undertaker   | Shawn Michaels    | Nigel McGuinness    | John Cena         | Shin. Nakamura    |
| 2009 | Triple H        | Chris Jericho     | John Cena         | Edge              | Randy Orton         | Nigel McGuinness | Hiroshi Tanahashi | CM Punk             | Sting             | Último Guerrero   |
| 2010 | A.J. Styles     | John Cena         | CM Punk           | Randy Orton       | Chris Jericho       | Batista          | Shin. Nakamura    | The Undertaker      | Kurt Angle        | Sheamus           |
| 2011 | The Miz         | Randy Orton       | John Cena         | Kane              | Takashi Sugiura     | Alberto Del Rio  | Mr. Anderson      | Rey Mysterio        | Eddie Edwards     | CM Punk           |
| 2012 | CM Punk         | Bobby Roode       | John Cena         | Daniel Bryan      | Sheamus             | Jun Akiyama      | Davey Richards    | Kurt Angle          | Mark Henry        | Alberto Del Rio   |
| 2013 | John Cena       | CM Punk           | Hiroshi Tanahashi | Bully Ray         | Kazuchika Okada     | Sheamus          | Jeff Hardy        | Alberto Del Rio     | Dolph Ziggler     | Kevin Steen       |
| 2014 | Daniel Bryan    | Randy Orton       | John Cena         | A.J. Styles       | Kazuchika Okada     | Bray Wyatt       | Roman Reigns      | Magnus              | Adam Cole         | Bully Ray         |
| 2015 | Seth Rollins    | John Cena         | A.J. Styles       | Roman Reigns      | Shin. Nakamura      | Randy Orton      | Jay Briscoe       | Rusev               | Alberto El Patrón | Kevin Owens       |
| 2016 | Roman Reigns    | Kazuchika Okada   | Finn Bálor        | A.J. Styles       | Jay Lethal          | Kevin Owens      | Shin. Nakamura    | Seth Rollins        | Dean Ambrose      | Drew Galloway     |
| 2017 | Kazuchika Okada | A.J. Styles       | Kevin Owens       | Roman Reigns      | Kenny Omega         | Shin. Nakamura   | Samoa Joe         | Dean Ambrose        | Bobby Roode       | The Miz           |
| 2018 | Kenny Omega     | A.J. Styles       | Kazuchika Okada   | Brock Lesnar      | Seth Rollins        | Braun Strowman   | Roman Reigns      | Cody                | Tetsuya Naito     | The Miz           |
| 2019 | Seth Rollins    | Daniel Bryan      | A.J. Styles       | Kofi Kingston     | Kazuchika Okada     | Johnny Gargano   | Roman Reigns      | Kenny Omega         | Hiroshi Tanahashi | Will Ospreay      |
| 2020 | Jon Moxley      | Adam Cole         | Chris Jericho     | Drew McIntyre     | Tetsuya Naito       | Kazuchika Okada  | Cody              | Seth Rollins        | Kofi Kingston     | A.J. Styles       |
| 2021 | Kenny Omega     | Roman Reigns      | Bobby Lashley     | Drew McIntyre     | Kota Ibushi         | Jon Moxley       | Will Ospreay      | Finn Balor          | Shingo Takagi     | Rich Swann        |
| 2022 | Roman Reigns    | Kazuchika Okada   | CM Punk           | Adam Page         | Bobby Lashley       | Cody Rhodes      | Bryan Danielson   | El Hijo del Vikingo | Big E             | Jonathan Gresham  |
| 2023 | Seth Rollins    | Roman Reigns      | Jon Moxley        | Gunther           | El Hijo del Vikingo | MJF              | Kazuchika Okada   | Orange Cassidy      | Josh Alexander    | Cody Rhodes       |
| 2024 | Cody Rhodes     | Swerve Strickland | Will Ospreay      | Seth Rollins      | Tetsuya Naito       | Damian Priest    | MJF               | Jon Moxley          | Gunther           | Místico           |

### PWI Women's 150
PWI ha publicado una lista con las mejores 50 luchadoras del año desde 2008, en una edición especial anual, llamada PWI Female 50.  En 2018, después de 10 años de tener la lista con un máximo de 50 nombres, se anunció que a partir de ese año se duplicaría y facturaría a PWI Female 100, sin embargo, se amplió y se le cambio el nombre a PWI Women's 150 en 2021. A continuación se listan a las luchadoras situadas como N.º 1 durante todas las ediciones:
| Año  | 1                   | 2                  | 3                 | 4                      | 5                | 6              | 7               | 8                  | 9                 | 10                |
| ---- | ------------------- | ------------------ | ----------------- | ---------------------- | ---------------- | -------------- | --------------- | ------------------ | ----------------- | ----------------- |
| 2008 | Awesome Kong        | Beth Phoenix       | Gail Kim          | Mickie James           | MsChif           | Sara Del Rey   | Roxxi Laveaux   | Melina             | Michelle McCool   | Candice Michelle  |
| 2009 | Mickie James        | Angelina Love      | Melina            | MsChif                 | Tara             | Awesome Kong   | Beth Phoenix    | Michelle McCool    | Maryse            | Taylor Wilde      |
| 2010 | Michelle McCool     | Angelina Love      | Mercedes Martinez | Cheer. Melissa         | Eve Torres       | Madison Rayne  | Beth Phoenix    | Mickie James       | MsChif            | Maryse            |
| 2011 | Madison Eagles      | Mercedes Martínez  | Mickie James      | Natalya                | Madison Rayne    | Cheer. Melissa | Beth Phoenix    | Tara               | MsChif            | Sara Del Rey      |
| 2012 | Gail Kim            | Beth Phoenix       | Cheer. Melissa    | Sara Del Rey           | Jessicka Havok   | Layla          | Miss Tessmacher | Saraya Knight      | Mercedes Martínez | Tara              |
| 2013 | Cheerleader Melissa | Mickie James       | Saraya Knight     | Jessicka Havok         | Gail Kim         | Kaitlyn        | Kacee Carlisle  | Tara               | AJ Lee            | Mercedes Martínez |
| 2014 | Paige               | AJ Lee             | Gail Kim          | Cheer. Melissa         | LuFisto          | Angelina Love  | Ivelisse Vélez  | Courtney Rush      | Natalya           | Charlotte         |
| 2015 | Nikki Bella         | Paige              | Sasha Banks       | Santana Garrett        | Gail Kim         | Charlotte      | Naomi           | Cherry Bomb        | Courtney Rush     | Taryn Terrell     |
| 2016 | Charlotte           | Sasha Banks        | Asuka             | Becky Lynch            | Bayley           | Jade           | Natalya         | Gail Kim           | Sexy Star         | Sienna            |
| 2017 | Asuka               | Charlotte Flair    | Alexa Bliss       | Sasha Banks            | Bayley           | Io Shirai      | Natalya         | Sienna             | Naomi             | Kairi Sane        |
| 2018 | Alexa Bliss         | Ronda Rousey       | Charlotte Flair   | Io Shirai              | Asuka            | Shayna Baszler | Carmella        | Nia Jax            | Mayu Iwatani      | Kairi Sane        |
| 2019 | Becky Lynch         | Charlotte Flair    | Ronda Rousey      | Shayna Baszler         | Tessa Blanchard  | Bayley         | Natalya         | Io Shirai          | Mercedes Martínez | Nicole Savoy      |
| 2020 | Bayley              | Becky Lynch        | Asuka             | Charlotte Flair        | Sasha Banks      | Hikaru Shida   | Tessa Blanchard | Riho               | Io Shirai         | Mayu Iwatani      |
| 2021 | Bianca Belair       | Utami Hayashishita | Deonna Purrazzo   | Dr. Britt Baker D.M.D. | Thunder Rosa     | Sasha Banks    | Syuri           | Io Shirai          | Tam Nakano        | Raquel González   |
| 2022 | Syuri               | Bianca Belair      | Thunder Rosa      | Becky Lynch            | Jade Cargill     | Jordynne Grace | Saya Kamitani   | Charlotte Flair    | Starlight Kid     | Taya Valkyrie     |
| 2023 | Rhea Ripley         | Giulia             | Bianca Belair     | Jamie Hayter           | Tam Nakano       | Athena         | Deonna Purrazzo | Willow Nightingale | Kamille           | Jordynne Grace    |
| 2024 | Toni Storm          | Jordynne Grace     | Rhea Ripley       | Maika                  | Stephanie Vaquer | Sareee         | Bayley          | Willow Nightingale | Mariah May        | Athena            |

### PWI Tag Team's 100
PWI ha publicado una lista de los mejores equipos cada año desde 2020. Los escritores de PWI eligen la posición del luchador después de un período de evaluación designado a partir de octubre; Se requiere un mínimo de 10 luchas o 4 meses como equipo. Además, el ranking incluyó equipos masculinos y femeninos. En 2022, la lista cambiaría, el ranking pasó de tener 50 equipos a tener 100 equipos.
| Año  | 1                                             | 2                                            | 3                                                 | 4                                                 | 5                                                        | 6                                              | 7                                               | 8                                                               | 9                                                 | 10                                               |
| ---- | --------------------------------------------- | -------------------------------------------- | ------------------------------------------------- | ------------------------------------------------- | -------------------------------------------------------- | ---------------------------------------------- | ----------------------------------------------- | --------------------------------------------------------------- | ------------------------------------------------- | ------------------------------------------------ |
| 2020 | FTR (Cash Wheeler & Dax Harwood)              | Adam "Hangman" Page & Kenny Omega            | The Golden Role Models (Bayley & Sasha Banks)     | The North (Ethan Page & Josh Alexander)           | The Street Profits (Angelo Dawkins & Montez Ford)        | Guerrillas of Destiny (Tama Tonga & Tanga Loa) | Lucha Brothers (Fénix & Pentagón Jr.)           | The New Day (Big E, Kofi Kingston & Xavier Woods)               | The Kabuki Warriors (Asuka & Kairi Sane)          | Roppongi 3K (Sho & Yoh)                          |
| 2021 | The Young Bucks (Matt Jackson & Nick Jackson) | Lucha Brothers (Rey Fénix & Penta el Zero M) | Dangerous Tekkers (Taichi & Zack Sabre Jr.)       | The Usos (Jimmy Uso & Jey Uso)                    | ALK (Giulia & Syuri)                                     | MSK (Wes Lee & Nash Carter)                    | Nia Jax & Shayna Baszler                        | Suzuki-gun (El Desperado & Yoshinobu Kanemaru)                  | The Street Profits (Angelo Dawkins & Montez Ford) | The Good Brothers (Doc Gallows & Karl Anderson)  |
| 2022 | The Usos (Jimmy Uso & Jey Uso)                | FTR (Cash Wheeler & Dax Harwood)             | The Briscoe Brothers (Jay Briscoe & Mark Briscoe) | Death Triangle (Penta El Zero M, Rey Fénix & PAC) | Fukuoka Double Crazy (Hazuki & Koguma)                   | RK-Bro (Randy Orton & Matt Riddle)             | The Good Brothers (Doc Gallows & Karl Anderson) | The Young Bucks (Matt Jackson & Nick Jackson)                   | The HEX (Allysin Kay & Marti Belle)               | Violence Is Forever (Dominic Garrini & Kevin Ku) |
| 2023 | FTR (Cash Wheeler & Dax Harwood)              | Aussie Open (Mark Davis & Kyle Fletcher)     | Kevin Owens & Sami Zayn                           | Bishamon (Hirooki Goto & Yoshi-Hashi)             | The Motor City Machine Guns (Alex Shelley & Chris Sabin) | ABC (Ace Austin & Chris Bey)                   | The Acclaimed (Anthony Bowens & Max Caster)     | The Judgment Day (Finn Bálor, Damian Priest & Dominik Mysterio) | Damage CTRL (Bayley, Dakota Kai & Iyo Sky)        | 7Upp (Nanae Takahashi & Yuu)                     |
| 2024 | Bianca Belair & Jade Cargill                  | Axiom & Nathan Frazer                        | Bishamon (Hirooki Goto & Yoshi-Hashi)             | The Young Bucks (Matt Jackson & Nick Jackson)     | TMDK (Mikey Nicholls & Shane Haste)                      | ABC (Ace Austin & Chris Bey)                   | Saito Brothers (Jun Saito & Rei Saito)          | The Bloodline (Tama Tonga & Tonga Loa)                          | Crazy Star (Suzu Suzuki & Mei Seira)              | FTR (Cash Wheeler & Dax Harwood)                 |

### Top Tens
En el año 2003 se realizó una ceremonia donde se coronaron a los mejores 500 luchadores individuales y a los mejores 250 equipos de todos los tiempos. A continuación los mejores 10 o "Top Tens" de ambas categorías:
Los mejores 10 luchadores fueron:
| Pos. | Nombre               |
| ---- | -------------------- |
| 1    | Mitsuharu Misawa     |
| 2    | Kenta Kobashi        |
| 3    | Ric Flair            |
| 4    | Bret Hart            |
| 5    | Antonio Inoki        |
| 6    | Toshiaki Kawada      |
| 7    | Jushin Thunder Liger |
| 8    | Shawn Michaels       |
| 9    | Chris Benoit         |
| 10   | Kurt Angle           |

Los mejores 5 equipos fueron:
| Pos. | Nombre                                                              |
| ---- | ------------------------------------------------------------------- |
| 1    | The Road Warriors (Animal & Hawk)                                   |
| 2    | The Steiner Brothers (Rick Steiner & Scott Steiner)                 |
| 3    | The Fabulous Freebirds (Michael Hayes, Buddy Roberts & Terry Gordy) |
| 4    | The Rock 'n' Roll Express (Ricky Morton & Robert Gibson)            |
| 5    | The British Bulldogs (Davey Boy Smith & Dynamite Kid)               |